# Könnyek királynője
A Könnyek királynője (eredeti cím: Corona de Lágrimas) 2012 és 2023 között vetített mexikói Telenovella, amelyet Jesús Calzada alkotott. A főbb szerepekben Victoria Ruffo, Maribel Guardia, Ernesto Laguardia, África Zavala és Adriana Louvier.
Mexikóban 2012. szeptember 24-én mutatta be a Canal de las Estrellas. Magyarországon a Story5 mutatta be 2013. március 18-án.
A második évad 2022. augusztus 29-én indult Mexikóban.

## Cselekmény

### Első évad
Amikor Refugiót és három gyermekét, Patriciót, Edmundót és Ignaciót elűzik otthonról, a sors szeszélye folytán Mexikóvárosba kerülnek, ahol új életet kezdenek. Tizennyolc évvel később egy kis lakásban találják magukat egy népszerű negyedben. Szerény munkája van, és bár súlyos szemproblémái vannak, nem törődik az egészségével, hogy a gyermekei igényeivel foglalkozzon. Patricio jogot tanul, és kényelmes és virágzó jövőről álmodik; Edmundo orvostanhallgató, és okos, de fegyelmezetlen diák, Ignacio pedig csak azért tudta befejezni a középiskolát, mert egy szerelőműhelyben dolgozik, és segít az anyjának fizetni a ház és a testvérei tanulmányainak költségeit.

### Második évad
10 év után Refugio és családja újra összejön, hogy új kihívásokkal és konfliktusokkal nézzenek szembe, azonban a Chavero család szeretete és összetartása, és egészen különösen Refugio esetében, újra összehozza őket, amint újra szembe kell szállniuk Romulo Ancira-val, aki csapdákkal és befolyással kijátssza az igazságszolgáltatást; először a feltételes szabadlábra helyezésével, majd azzal, hogy felmenti magát a törvény előtt.

## Szereplők
| Szereplő                                 | Színész                   | Magyar hang       | Évad |
| ---------------------------------------- | ------------------------- | ----------------- | ---- |
| Refugio Chavero Hernández                | Victoria Ruffo            | Kiss Erika        | 1–2. |
| Julieta Rojas vda. de Vásques            | Maribel Guardia           | Götz Anna         | 1–2. |
| Romulo Ancira                            | Ernesto Laguardia         | Vári Attila       | 1–2. |
| Lucero Vásquez Rojas de Chavero          | África Zavala             | Kiss Virág        | 1–2. |
| Olga Ancira Cervantes de Chavero         | Adriana Louvier           | Huszárik Kata     | 1.   |
| Olga Ancira Cervantes de Chavero         | Geraldine Bazán           |                   | 2.   |
| Edmundo "Mundo" Chavero Hernández        | José María Torre          | Előd Álmos        | 1–2. |
| Ignacio "Nacho" Chavero Hernández        | Mane de la Parra          | Szabó Máté        | 1–2. |
| Patrico Chavero                          | Alejandro Nones           | Zámbori Soma      | 1–2. |
| Mercedes Cervantes de Ancira             | Lola Merino               | Orosz Anna        | 1–2. |
| Flor Escutia Borbolla                    | Martha Julia              | Závodszky Noémi   | 1–2. |
| Apolinar "Polo" Pantoja                  | Arturo Carmona            | Lux Ádám          | 1–2. |
| Benjamin Aguilar                         | Juan Carlos Casasola      | Vida Péter        | 1.   |
| Érika Cordero                            | Amairani                  | Erdős Borcsa      | 1–2. |
| Martina Requena Vda. de Durán            | Raquel Garza              | Andresz Kati      | 1–2. |
| Magadalena "Magos" Rios                  | Érika García              | Mezei Kitty       | 1.   |
| Agustin Galindo                          | Ulises de la Torre        | Barát Attila      | 1–2. |
| Raúl Cervantes                           | Mauricio García Muela     | Renácz Zoltán     | 1.   |
| Marco Cervantes                          | Felipe Nájera             | Rosta Sándor      | 1.   |
| Norma                                    | Fabiola Guajardo          | Laudon Andrea     | 1.   |
| Jose Antonio Barajas                     | Axel Ricco                | Sörös Miklós      | 1.   |
| Aurora de Cervantes                      | Elizabeth Gundini         | Farkasinszky Edit | 1.   |
| Sandra Cervantes                         | Ilithya Manzanilla        | Sallai Nóra       | 1.   |
| Consuelo Maria del Pilar "Chelito" Durán | Cassandra Sánchez Navarro | Kelemen Kata      | 1–2. |
| Don Isaías Requena                       | Javier Ruán               | Borbiczki Ferenc  | 1.   |
| Eliseo Marrufo                           | Juan Peláez               | Kajtár Róbert     | 1.   |

## Évados áttekintés
| Évad | Évad | Epizód | Mexikói sugárzás     | Mexikói sugárzás | Mexikói adó | Magyar sugárzás  | Magyar sugárzás     | Magyar adó |
| Évad | Évad | Epizód | Évadpremier          | Évadfinálé       | Mexikói adó | Évadpremier      | Évadfinálé          | Magyar adó |
| ---- | ---- | ------ | -------------------- | ---------------- | ----------- | ---------------- | ------------------- | ---------- |
|      | 1    | 112    | 2012. szeptember 24. | 2013. február 24 |             | 2013. március 6. | 2013. augusztus 20. |            |
|      | 2    | 110    | 2022. augusztus 29.  | 2023. január 27  | N/A         | N/A              | N/A                 |            |

## A sorozat készítése
A sorozat forgatása 2012. augusztus 6-án kezdődött. A sorozatot Acapulco, Zacatecas és Tijuana több helyszínén forgatták.

## TVyNovelas-díj2013
| Kategória              | Személy                               | Eredmény |
| ---------------------- | ------------------------------------- | -------- |
| Legjobb telenovella    | José Alberto Castro                   | Jelölés  |
| Legjobb női főszereplő | Victoria Ruffo                        | Nyertes  |
| Legjobb új színésznő   | Cassandra Sánchez Navarro             | Nyertes  |
| Legjobb új színész     | Axel Ricco                            | Nyertes  |
| Legjobb főcímdal       | Cristian Castro: "Corona de Lágrimas" | Jelölés  |

## Fordítás
- Ez a szócikk részben vagy egészben  a   Corona de lágrimas című angol Wikipédia-szócikk fordításán alapul.  Az eredeti cikk szerkesztőit annak laptörténete sorolja fel. Ez a jelzés csupán a megfogalmazás eredetét és a szerzői jogokat jelzi, nem szolgál a cikkben szereplő információk forrásmegjelöléseként.